# Stenotritidae
Stenotritidae es la más pequeña de todas las familias de abejas formalmente reconocidas, con solo 21 especies en dos géneros, todas ellas restringidas a Australia. Históricamente, se consideraba que pertenecían a la familia Colletidae, pero en la actualidad se considera que Stenotritidae es una familia diferente y no una subfamilia. De primordial importancia es que tienen piezas bucales no modificadas, mientras que los colétidos se diferencian de todas las otras abejas por tener una lengua bilobulada.
Son abejas grandes, densamente pilosas, vuelan a gran velocidad y hacen nidos simples en el suelo. Colocan masas de provisiones ovoides en las celdillas. Estas se disponen en hileras y están recubiertas de una secreción impermeable. Las larvas no hilan capullos.
Se han encontrado celdillas de cría fósiles del Pleistoceno en la península de Eyre en el sur de Australia.

## Especies
- Ctenocolletes
  - Ctenocolletes albomarginatus Michener 1965
  - Ctenocolletes centralis Houston, 1983
  - Ctenocolletes fulvescens Houston 1983
  - Ctenocolletes nicholsoni (Cockerell 1929)
  - Ctenocolletes nigricans Houston, 1985
  - Ctenocolletes ordensis Michener 1965
  - Ctenocolletes rufescens Houston, 1983
  - Ctenocolletes smaragdinus (Smith 1868)
  - Ctenocolletes tigris Houston, 1983
  - Ctenocolletes tricolor Houston, 1983
- Stenotritus
  - Stenotritus elegans Smith, 1853
  - Stenotritus elegantior Cockerell, 1921
  - Stenotritus ferricornis (Cockerell, 1916)
  - Stenotritus greavesi (Rayment, 1930)
  - Stenotritus murrayensis (Rayment 1935)
  - Stenotritus nigrescens (Friese, 1924)
  - Stenotritus nitidus (Smith, 1879)
  - Stenotritus pubescens (Smith, 1868)
  - Stenotritus rufocollaris (Cockerell, 1921)
  - Stenotritus splendidus (Rayment, 1930)
  - Stenotritus victoriae (Cockerell, 1906)